# Li Shufu
Li Shufu, (né le 25 juin 1963 à Taizhou, dans le Zhejiang), est un homme d'affaires et chef d'entreprise chinois, fondateur et P-DG du constructeur automobile Geely.

## Biographie
Li Shufu est né à Taizhou, Zhejiang, en Chine en 1963. Il est fils de riziculteurs. Li a été lancé comme le fondateur et le président actuel d'Automobile Geely en 1986, qui est le deuxième fabricant d'automobile privé en valeur en Chine. Actuellement, Li réside à Hangzhou, la capitale de province de Zhejiang.
Li Shufu quitte le giron familial à l'âge de 18 ans. Il commence sa carrière par photographier les touristes puis ouvre un studio de photographie. Le 6 novembre 1986, il crée la société Geely spécialisée alors dans les pièces détachées de réfrigérateur.
En 2013, le Rapport de Hurun a classé Li N° 63 la personne la plus riche dans le territoire principal en Chine, avec une valeur nette de 2,6 milliards de $ US.
En 2017, il est le 50e homme le plus riche de la Chine avec une fortune estimée à 3,8 milliards d'euros.
En février 2018, le groupe chinois Geely, dont Li Shufu est PDG, a acquis 9,7% du capital de Daimler, la maison-mère de la Mercedes, sur le marché pour plus de 7 milliards d'euros. Li Shufu devient ainsi l'actionnaire principal de l'entreprise automobile allemande Mercedes.

## Décorations
- Commandeur de l'ordre de Léopold II (2011)[5]